# Isma Rajasthal
Isma Rajasthal (en népalais : इस्मा रजस्थल) est un comité de développement villageois du Népal situé dans le district de Gulmi. Au recensement de 2011, il comptait 3 562 habitants.